# Rochefort-du-Gard
Rochefort-du-Gard település Franciaországban, Gard megyében. Lakosainak száma 8067 fő (2022. január 1.). Rochefort-du-Gard Tavel, Les Angles, Domazan, Estézargues, Pujaut, Saint-Victor-la-Coste, Saze, Valliguières és Villeneuve-lès-Avignon községekkel határos.

## Népesség
A település népessége az elmúlt években az alábbi módon változott:
| Lakosok száma | 910  | 2018 | 4107 | 6667 | 7518 | 7505 | 7532 | 7629 | 7775 | 8067 |
|               | 1968 | 1982 | 1990 | 2006 | 2013 | 2015 | 2017 | 2019 | 2020 | 2022 |